# John C. Reilly
John Christopher Reilly (Chicago Illinois, 24 de maig de 1965) és un actor,  productor i guionista estatunidenc.

## Biografia
És el cinquè de sis fills, de pares catòlics irlandesos, i s'interessa pel teatre des dels 8 anys. Obté el seu primer paper de cinema a la pel·lícula Casualties of War (1989) dirigida per Brian De Palma. En principi contractat per a un paper petit, impressiona tant el director que se li dona un paper més important. Així destaca i obté ràpidament papers a unes altres pel·lícules. El director Paul Thomas Anderson li oferirà alguns dels seus millors papers: un apostador compulsiu a Sydney (1996), una estrella del porno a Boogie Nights (1997), un policia afectuós a Magnòlia (1999). El paper d'un soldat enviat al front a The Thin Red Line (1998) fa créixer el reconeixement. La seva carrera teatral és igualment un èxit.
Roda igualment sota la direcció dels principals directors com Martin Scorsese (Gangs of New York, L'aviador), Sam Raimi ( For Love of the Game ), Wolfgang Petersen (La tempesta perfecta) i Robert Altman (The Last Show). Però no dubta a canviar de registre, passant del drama a la comèdia sobretot sota la batuta del duo Will Ferrell i Adam Mckay interpretant a Talladega Nights: The Ballad of Ricky Bobby i Step Brothers.
Ha actuat en tres les pel·lícules seleccionades per a l'Oscar a la millor pel·lícula el 2003: Chicago, Gangs of New York i The Hours.
Va ser considerat per actuar a Manderlay de Lars von Trier, però es va negar a participar-hi a causa d'una escena on un ase és massacrat per ser menjat.

### Vida privada
El 1992, es casa amb la productora Alison Dickey, retrobada al rodatge de Casualties of War, de Brian De Palma, on ell feia un paper secundari i ella que era l'ajudant de Sean Penn, l'actor principal.

## Filmografia
- 1989: Cors de ferro (Casualties of War), de Brian De Palma: Herbert Hatcher
- 1989: No som àngels, de Neil Jordan: Jove monjo
- 1990: Days of Thunder, de Tony Scott: Buck Bretherton
- 1990: El clan dels irlandesos (State of Grace), de Phil Joanou: Stevie McGuire
- 1992: Shadows and Fog, de Woody Allen: Policia
- 1992: Out of the Limb, de Francis Veber: Jim Jr
- 1992: Hoffa, de Danny DeVito: Pete Connelly
- 1993: A qui estima, en Gilbert Grape? (What's eating Gilbert Grape), de Lasse Hallström: Tucker Van Dyke
- 1994: The River Wild, de Curtis Hanson: Terry
- 1995: Dolores Claiborne: Frank Stamshaw
- 1995: Georgia, d'Ulu Grosbard: Herman
- 1996: Sydney, de Paul Thomas Anderson: John Finnegan
- 1996: Boys, de Stacy Cochran: Oficial Kellogg Curry
- 1997: L'ombra de la nit (Nightwatch), d'Ole Bornedal: Bill Davis (no surt als crèdits)
- 1997: Boogie Nights, de Paul Thomas Anderson: Reed Rothchild
- 1998: Chicago Cab, de Mary Cybulski i John Tintori: Steve
- 1998: Flagpole Special (vídeo), de Paul Thomas Anderson
- 1998: The Thin Red Line de Terrence Malick: Sergent Storm
- 1999: The Settlement, de Mark Steilen: Pat
- 1999: Never Been Kissed, de Raja Gosnell: Augustus Strauss
- 1999: For Love of the Game, de Sam Raimi: Gus Sinski
- 1999: Magnolia, de Paul Thomas Anderson: Jim Kurring
- 2000: La tempesta perfecta, de Wolfgang Petersen: Dale Murphy
- 2001: The Anniversary Party, de Jennifer Jason Leigh i Alan Cumming: Mac Forsyth
- 2001: Frank S Book, curtmetratge de R.A. White: Frank
- 2002: The good girl (La bona noia) (The Good Girl), de Miguel Arteta: Phil Last
- 2002: Gangs of New York, de Martin Scorsese: Jack Mulraney
- 2002: Chicago, de Rob Marshall: Amos Hart
- 2002: The Hours, de Stephen Daldry: Dan Brown
- 2003: Executiu agressiu (Anger Management), de Peter Segal: Older Arnie Shankman (no als crèdits)
- 2003: Piggie, d'Alison Bagnall
- 2004: El cop de les nou reines (Criminal), de Gregory Jacobs: Richard Gaddis
- 2004: L'aviador (The Aviator), de Martin Scorsese: Noah Dietrich
- 2005: Are You the Favorite Person of Anybody ?, curtmetratge de Miguel Arteta
- 2005: Dark Water, de Walter Sales: Mr Murray
- 2006: A Prairie Home Companion, de Robert Altman: Dusty
- 2006: Talladega Nights: The Ballad of Ricky Bobby: Cal Naughton Jr
- 2006: Tenacious D in The Pick of Destiny, de Liam Lynch: el Sasquatch (no surt als crèdits)
- 2007: Year of the Dog, de Mike White: Al
- 2007: Walk Hard: The Dewey Cox Story, de Jake Kasdan: Dewey Cox
- 2008: Green Team (vídeo), curtmetratge d'Adam Mckay: Green Team Member
- 2008: Step Brothers, d'Adam McKay: Dale Doback
- 2008: The Promotion, de Steve Conrad: Richard Wehlner
- 2008: Prop 8: The Musical, curtmetratge d'Adam Shankman: Prop 8 Líder
- 2009: Cirque du Freak: The Vampire's Assistant, de Paul Weitz: Larten Crepsley
- 2009: Número 9, de Shane Acker: 5 (veu)
- 2009: Zombieland de Ruben Fleischer: Bathroomzombie (no surt als crèdits)
- 2010: Fight for Your Right Revisited, curtmetratge d'Adam Yauch: Mike D (B-Boys 2)
- 2010: Cyrus, de Jay i Mark Duplass: John
- 2010: The Extra Man, de Shari Springer Berman i Robert Pulcini: Gershon Gruen
- 2011: Cedar Rapids, de Miguel Arteta: Dean Ziegler
- 2011: Un déu salvatge de Roman Polanski: Michael
- 2011: We Need to Talk About Kevin de Lynne Ramsay: Franklin
- 2012: The Dictator de Larry Charles
- 2012: En Ralph, el destructor (Wreck-It Ralph) de Rich Moore
- 2014: Guardians of the Galaxy de James Gunn: Rhomann Dey
- 2015: Llagosta (The Lobster) de Yorgos Lanthimos
- 2015: Tale of Tales (Il racconto dei racconti) de Matteo Garrone: el rei de Selvascura
- 2015: Les Cowboys de Thomas Bidegain
- 2016: Canta (Sing) de Garth Jennnings : la ovella negra
- 2017: Kong: Skull Island de Jordan Vogt-Roberts
- 2018: The Sisters Brothers de Jacques Audiard: Eli Sisters
- 2018: El gras i el prim (Stan & Ollie) de Jon S. Baird: Oliver Hardy
- 2018: Holmes & Watson de Etan Cohen : Watson
- 2018: En Ralph destrueix internet (Ralph Breaks the Internet)

## Premis i nominacions

### Nominacions
- 2003. Oscar al millor actor secundari per Chicago
- 2003. Globus d'Or al millor actor secundari per Chicago
- 2008. Globus d'Or al millor actor musical o còmic per Walk Hard: The Dewey Cox Story
- 2008. Globus d'Or a la millor cançó original per Walk Hard: The Dewey Cox Story amb "Walk Hard"
- 2009. Grammy a la millor cançó escrita per pel·lícula, televisió o altre mitjà visual per Walk Hard: The Dewey Cox Story amb "Walk Hard"